# Hans Bär (Maler)
Hans Bär (auch Hanns Baer; von 1584 bis 1611 in Freiburg im Breisgau bezeugt) war ein deutscher Maler des Manierismus.

## Forschungsgeschichte
Der Freiburger Jurist und Kunsthistoriker Gustav Münzel (1874–1960) entdeckte Bär 1910 als den Maler der ehemaligen Flügel des Dreikönigsaltars und Maler des Tegginger-Altars im Freiburger Münster und schrieb ihm die Gemälde des Epitaphs für den Priester Michael Küblin ebendort zu. Der Freiburger Münsterbaumeister Friedrich Kempf (1857–1932) erkannte ihn 1925 als Maler des Bildes im „Herbolzheimer Wappenbrief“. Der Emmendinger Altphilologe Hans-Jürgen Günther führte diese Forschungen 1991 in seinem bibliophil ausgestatteten Büchlein über Bär, den zeitgenössischen badischen Theologen und Politiker Johannes Pistorius den Jüngeren und den Herbolzheimer Wappenbrief weiter und ergänzte sie um die Zuschreibung der „Krönung Mariens“ in der St.-Agatha-Kapelle in Freiburg-Benzhausen.

## Leben
„Hanns Bär von Ravenspurg, ein plattmaler“, kam 1584 mit seiner Frau Ursula geb. Feser und einem Kind nach Freiburg und wurde in die Malerzunft aufgenommen. Ob er in Ravensburg auch geboren wurde, ist nicht bekannt; ebenso wenig, ob er aus der angesehenen Basler Familie gleichen Namens stammte. 1599, Hans Bär hatte inzwischen fünf Kinder, wurde er für fünf Wochen im „Turm“ gefangengesetzt. „Als von Hans Bären, dem flachmaler glaubwürdig angezaigt worden, das er seyner ehfrawen leibliche schwester geschwängert und dadurch ein blutschand begangen, soll er alsbald eingezogen und die sach nach notturft erkundiget werden.“ Seine Frau, der Komtur der Freiburger Kommende des Deutschen Ordens, der Abt des Klosters St. Peter auf dem Schwarzwald und die seit 1529 in Freiburg residierenden Basler Domherrn verwendeten sich für ihn. Der Abt schreibt, Bär habe ihm unter „wainendem wehklagen zu verstehen geben und in vertrauwen bekannt, was maßen er …, als er in abwesen seiner hausfrauwen ganz bezecht haimbkommen, sich in das bet gelegt, auch irer seiner hausfrauwen leibliche schwöster, … noch mit wein überladen, ohn alle vernunft und nachtrachten, wo und bei wem er am bett lige, dieselbe incestuose beschlafen, dahero er auch … schwerer strafen besorgen muoße, in sonderheit aber und fürnemblich darumben, weil er sich (gleichwol zum höchsten verursacht und angeraizt) zuvor mit ainer closterfrawen vergriffen.“ So sehr das nun „hoch und zwar peinlich zu strafen sein“ möge, ihn, den Abt, bewege „doch sein kunst und fleiß, den er vor funfzehen jaren hero an unterschidlichen arbaiten und gottszierungen in meinem gottshaus und andern mehr orten ruemblich erzaigt“, um Milde zu bitten. Es blieb bei einer Geldstrafe und der Auflage, Trinkgelegenheiten zu meiden. 1611 meldet das Freiburger Ratsprotokoll, dass Bär verstorben sei.

## Werk
Die meisten Produkte von Bärs „kunst und fleiß“ sind verloren. Erhalten ist das bei der „Forschungsgeschichte“ Genannte: die vier Gemälde der ehemaligen Flügel des Dreikönigsretabels, die heute im Erzbischöflichen Ordinariat Freiburg hängen, 1600 bis 1601; das Tafelbild des Tegginger-Altars, heute in der Heimhoferkapelle, 1604; die zwei Gemälde des Epitaphs für Michael Küblin in der Universitätskapelle, 1600; das Bild im Herbolzheimer Wappenbrief, Stadtarchiv Herbolzheim, 1606; und die undatierte „Marienkrönung“ in Benzhausen. Kennzeichnend für Bär in diesen Werken, hilfreich bei der Zuweisung, sind nach Münzel und Günther die reichen Hintergründe aus vielgestaltiger Architektur, Gebirge und wolkigem Himmel, mehr noch die Hände und Füße. „Sie sind äußerst maniriert gezeichnet, die Finger sind gespreizt und wie gichtisch verbogen, namentlich auffallend ist die Wendung des Daumenendes nach außen.“ An den Füßen sind oft neben einer „verformten großen Zehe jeweils zwei weitere überlange Zehen zu sehen“.

### Flügel des Freiburger Dreikönigsaltars
Münzel stieß auf Bär durch eine Inschrift der Rückseite der Mariengruppe des Dreikönigsretabels im Freiburger Münster: „ANNO D[omi]NI 1600/HAEC TABULA PER M[agistrum] JOANNE BAER PICTA/ET VITUM SIGEL DEAURATA EST“ – „Im Jahr 1600 ist diese Tafel durch Meister Johannes Baer gemalt und durch Vitus Sigel vergoldet worden.“ Das Retabel war 1505 von Hans Wydyz für die Privatkapelle des Hofkanzlers Kaiser Maximilians I. Konrad Stürtzel in dessen Stadtpalais geschnitzt worden und mit dem Palais 1587 in den Besitz des Basler Domkapitels übergegangen; seitdem heißt der Gebäudekomplex Basler Hof. Ob das Retabel schon vor 1600 Flügel hatte, ist nicht bekannt. Wenn ja, ersetzte Bär sie durch neue. Sie messen 127 × 85 cm (Höhe × Breite). Den Vitus Sigel verdingte Bär wohl als Fassmaler. Bär erledigte auch weitere Arbeiten für die Domherren, denn 1601 zahlten sie ihm „wegen der verguldtn Altar Tafel vnd was er sunsten bissher in die Capellen verfertigt, wie auch den Saal, … 400 fl. vnd den Gesellen 8 fl. drindchgelt.“ Zu Beginn des 19. Jahrhunderts gelangte das Retabel aus dem Basler Hof ins Freiburger Münster. Die Flügel wurden damals entfernt. Münzel sah sie wohl in einem Abstellraum.

Flügelgemälde des Freiburger Dreikönigsaltars
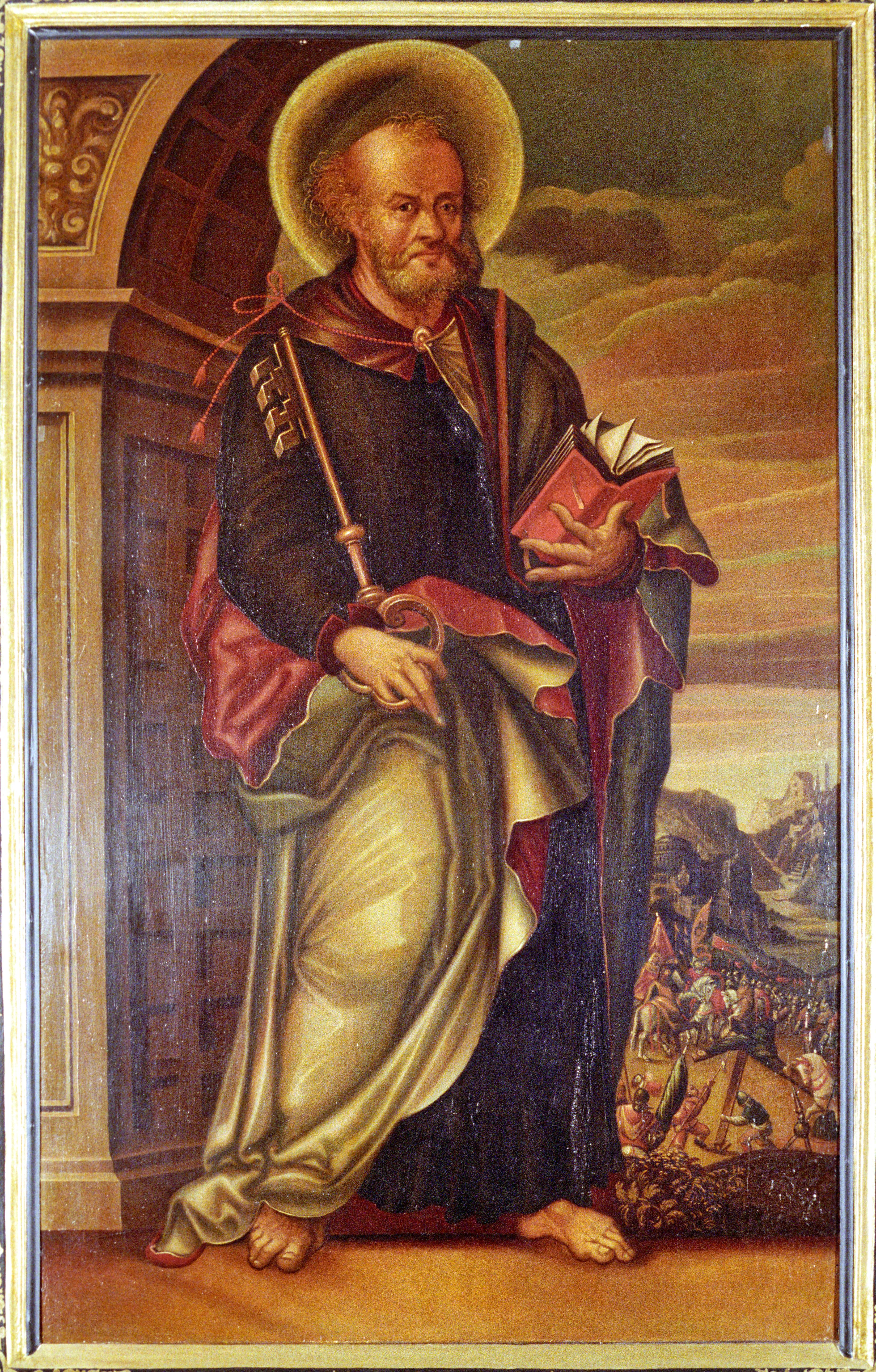
Petrus
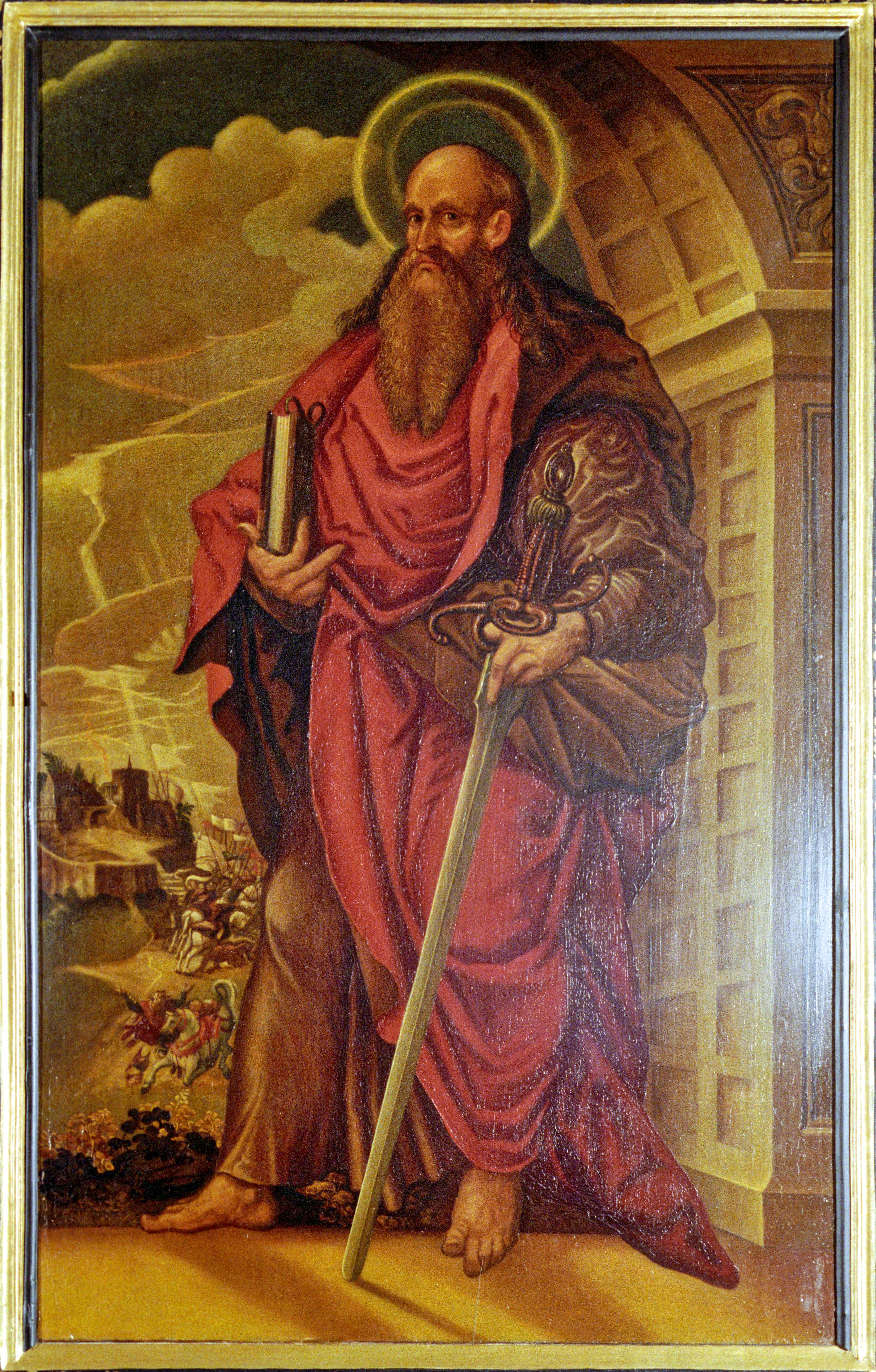
Paulus
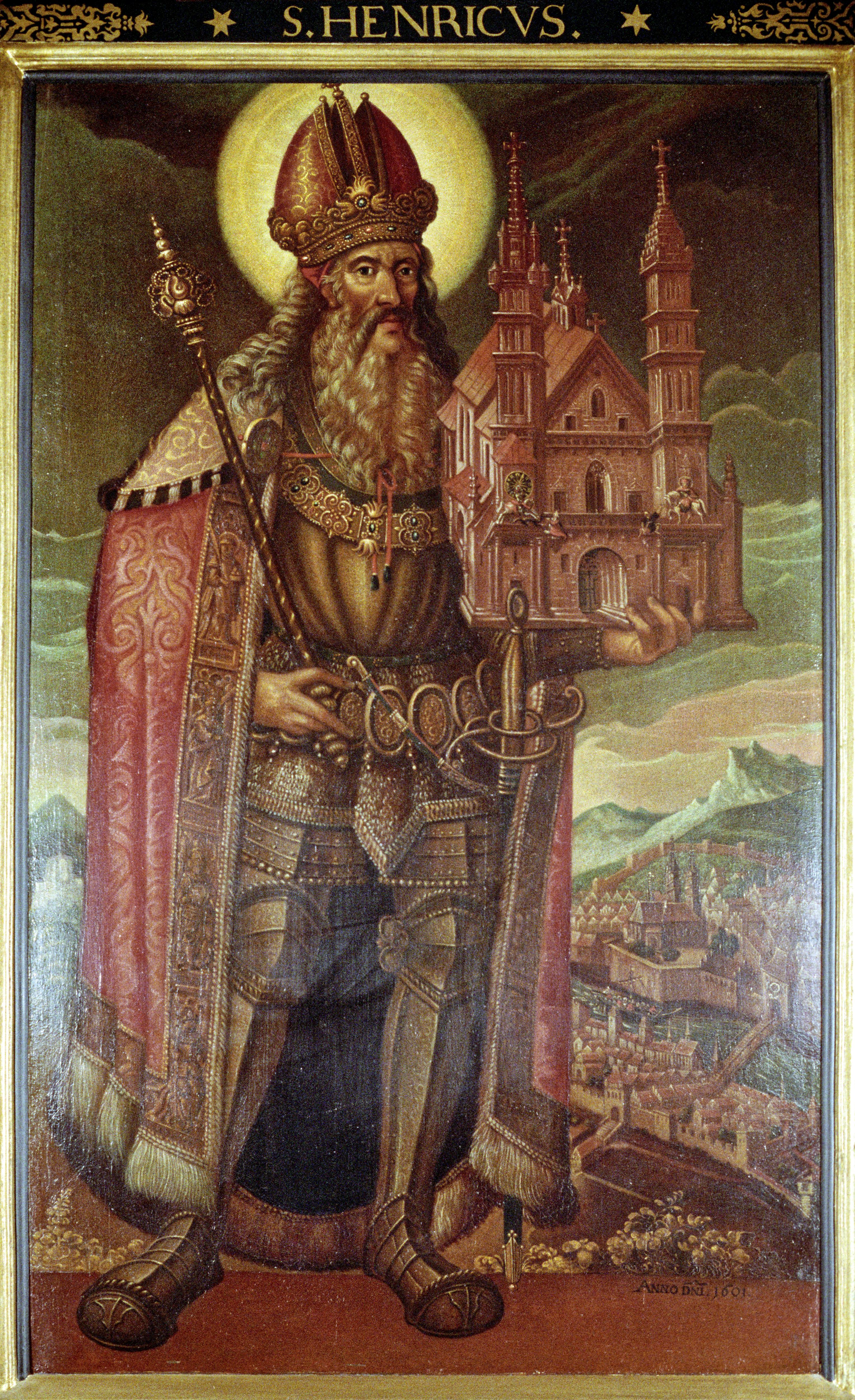
Kaiser Heinrich II.
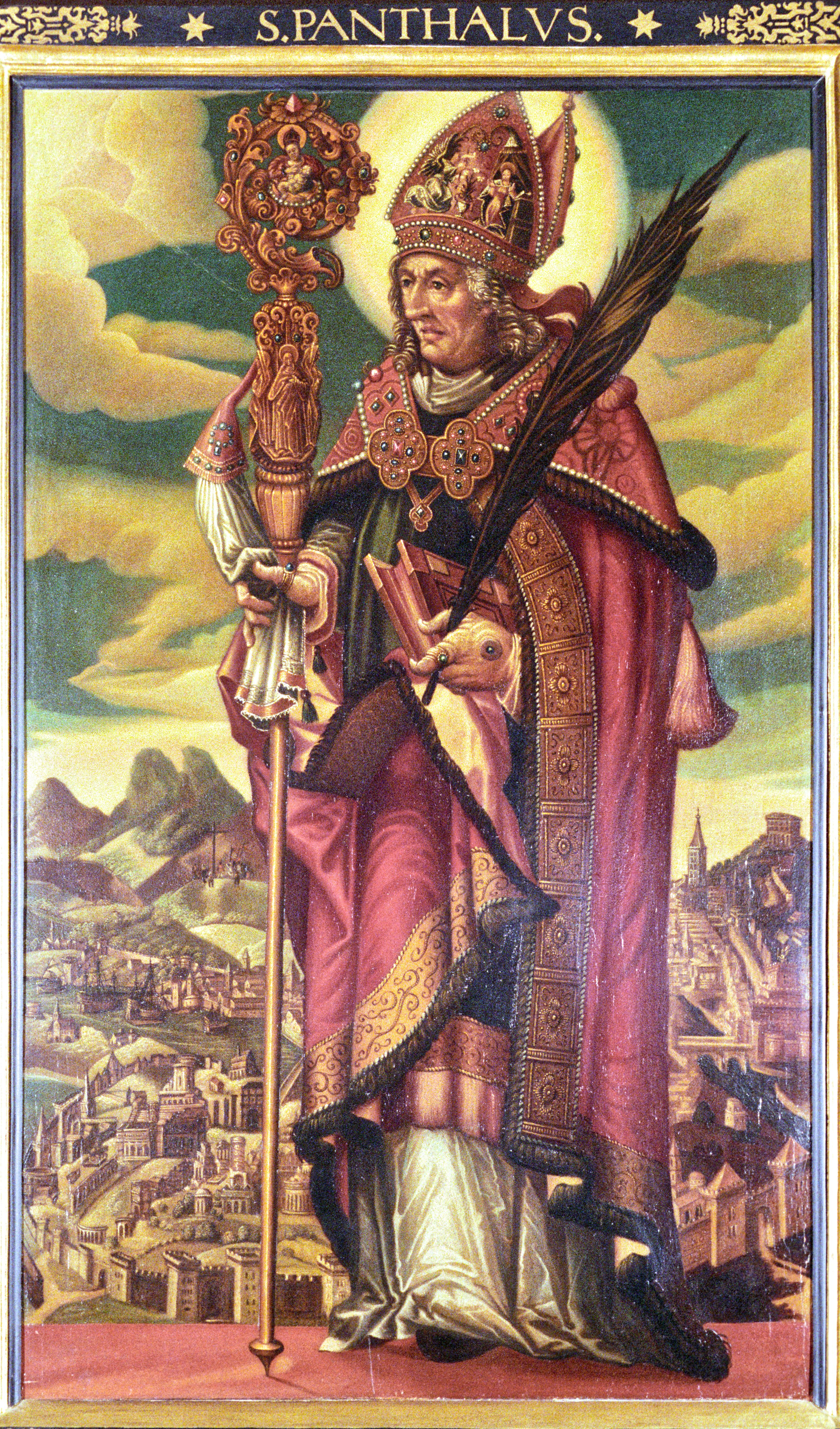
Pantalus
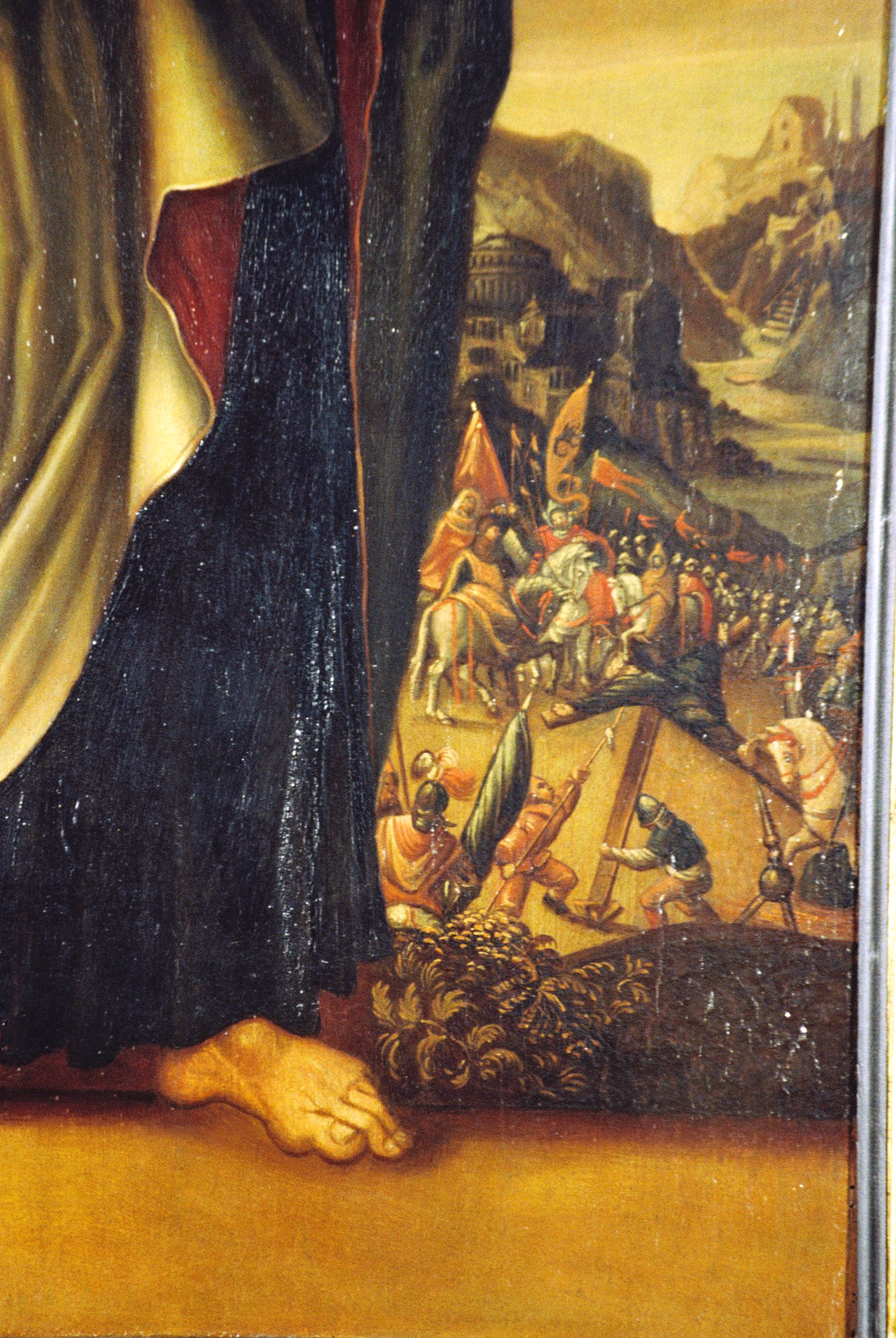
Kreuzigung des Petrus
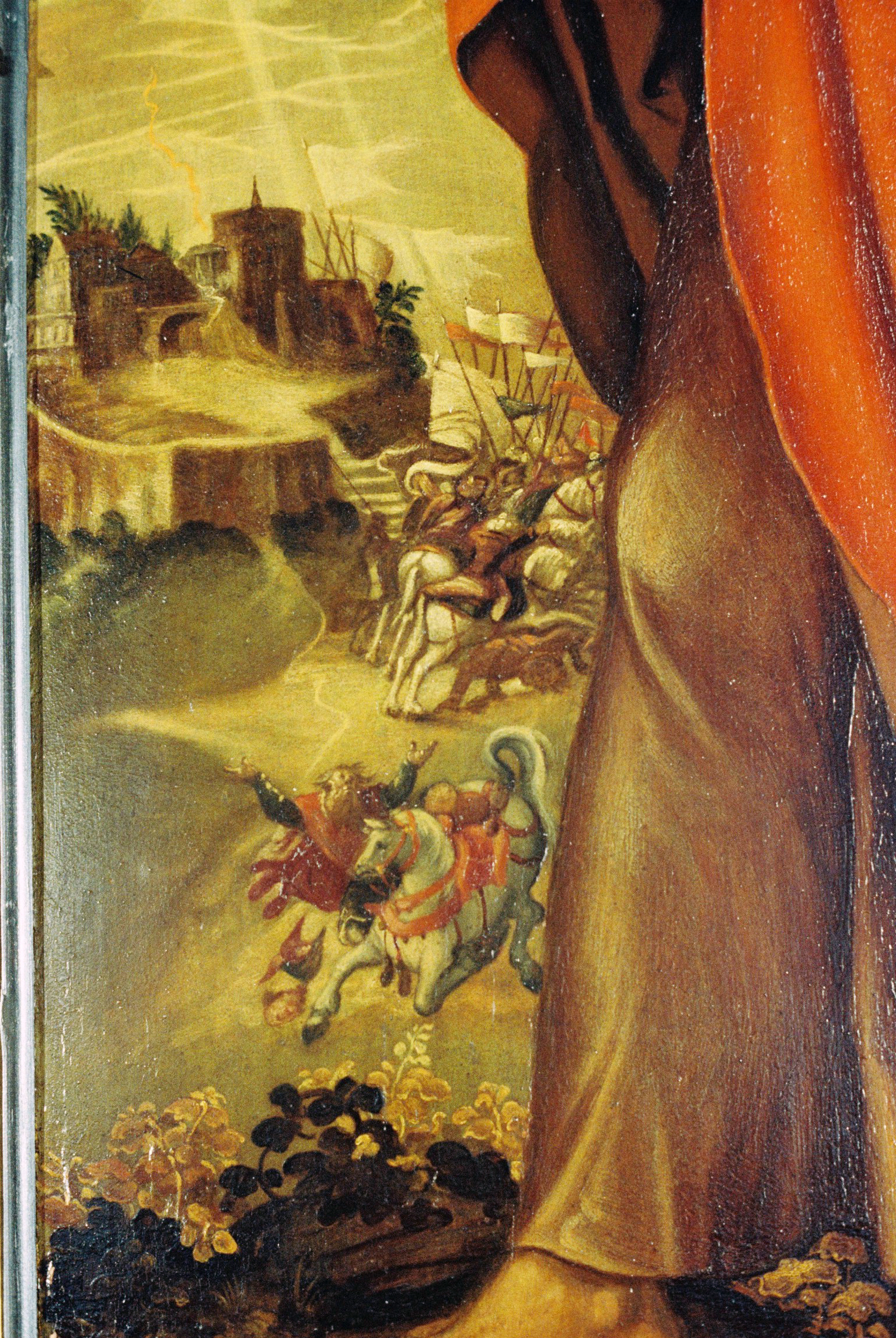
Damaskuserlebnis des Paulus
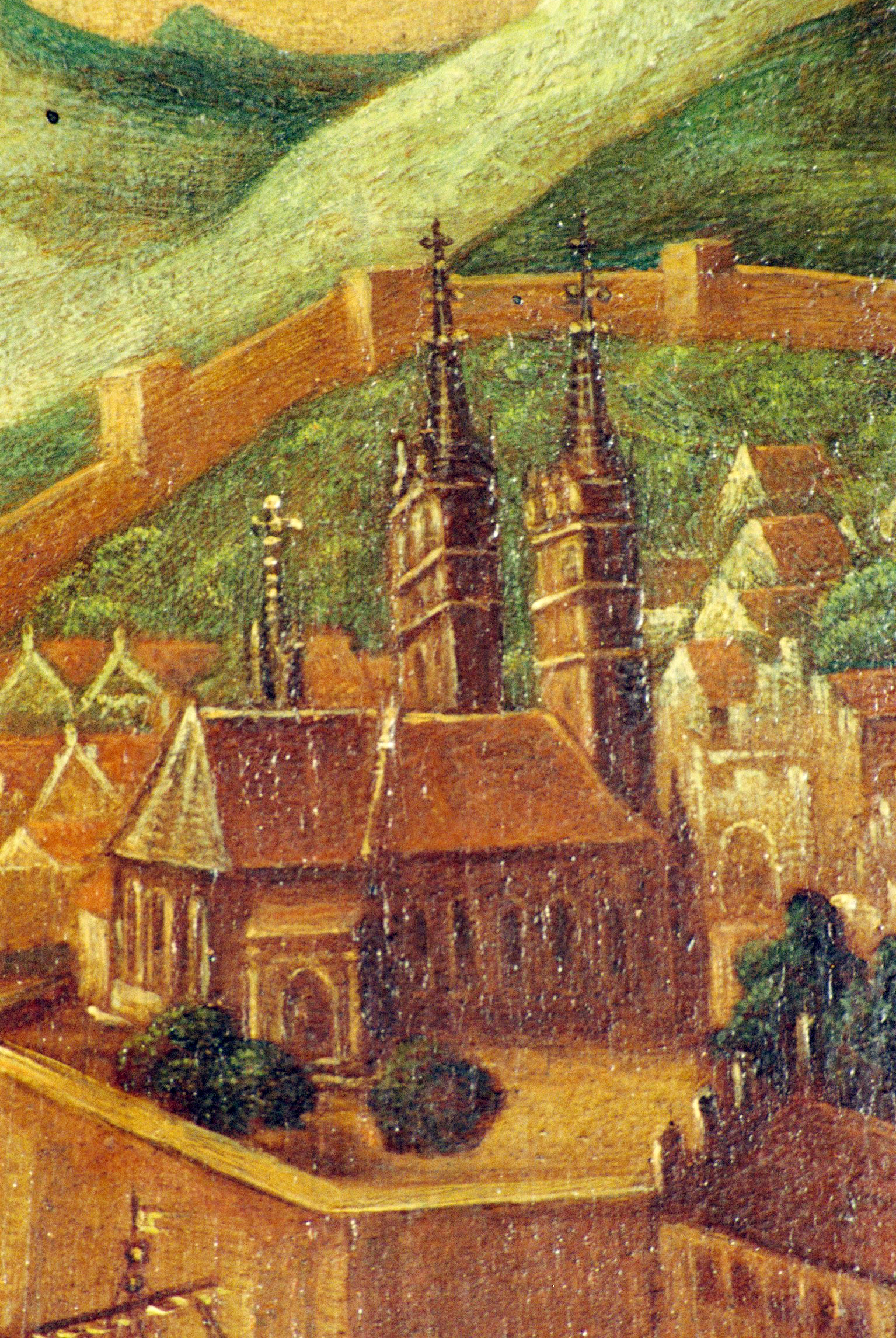
Basler Münster
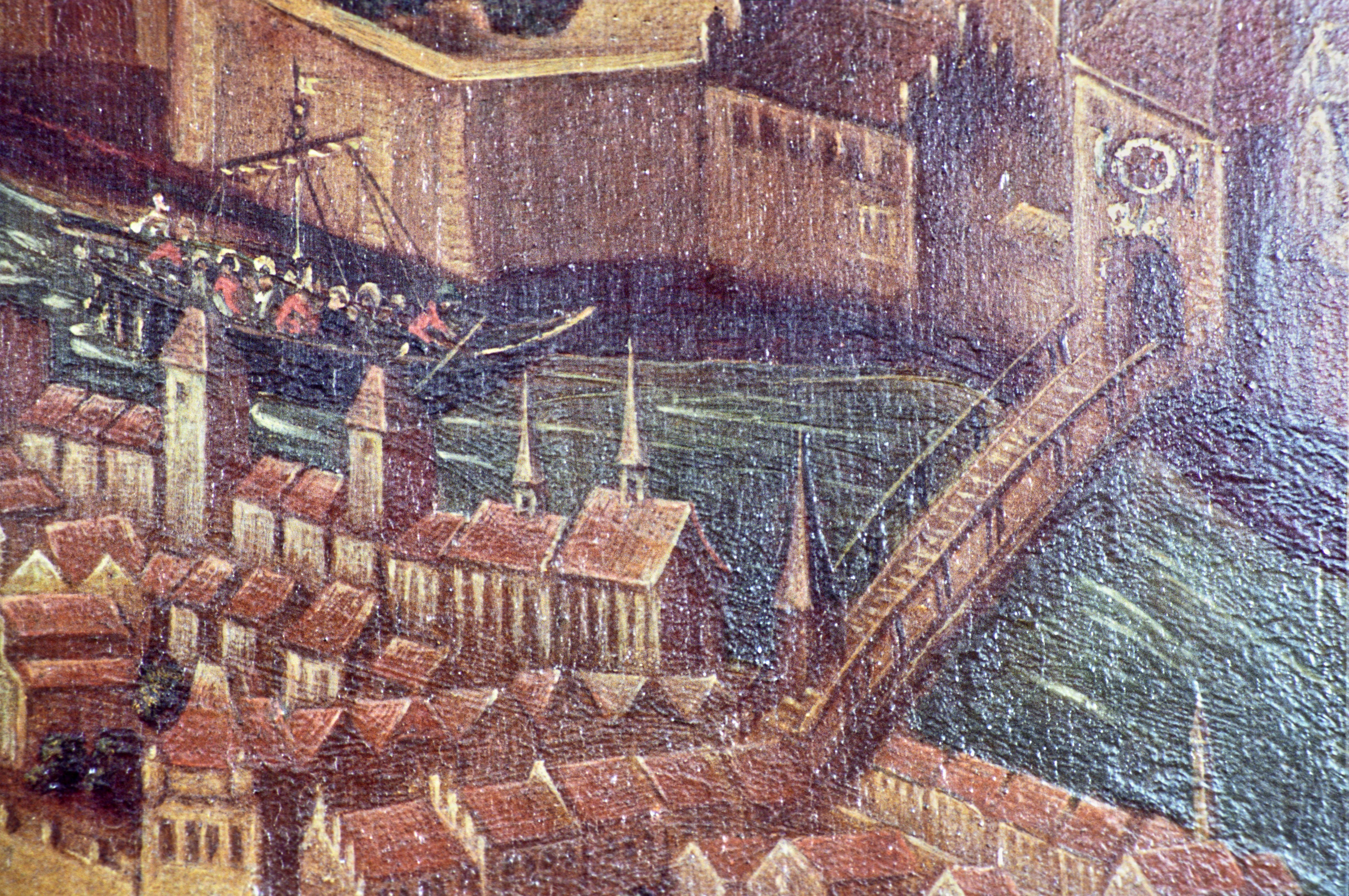
Das Schiff auf dem Rhein

Die Außenseiten der Flügel zeigen links den heiligen Petrus, rechts den heiligen Paulus, die Innenseiten links den heiligen Kaiser Heinrich II., rechts den heiligen Pantalus. Alle vier stehen vor Architektur in gebirgiger Landschaft. Hinter Petrus sieht man die Szene seiner Kreuzigung, hinter Paulus sein Damaskuserlebnis. Zu Füßen von Heinrich II. liegt Basel beidseits des Rheins. Ein Schiff trägt Frauen, vielleicht die heilige Ursula von Köln mit ihren Gefährtinnen, wie sie auf dem Weg von Köln nach Rom Basel erreichen. Auf der Hand hält Heinrich ein Modell des Basler Münsters. Zu Füßen des heiligen Pantalus liegt, aus Sebastian Münsters Cosmographia entlehnt, die Stadt Rom. Pantalus, legendärer erster Bischof von Basel, soll Ursula nach Rom begleitet haben und mit ihr bei der Rückkehr in Köln getötet worden sein. Die Basler Herren wollten sich in ihrer Kapelle ihrer Heimat erinnern. Die Gemälde sind nicht signiert, doch trägt das Bild Heinrichs den Vermerk „Anno domini 1601“.

### Tafelbild des Tegginger-Altars

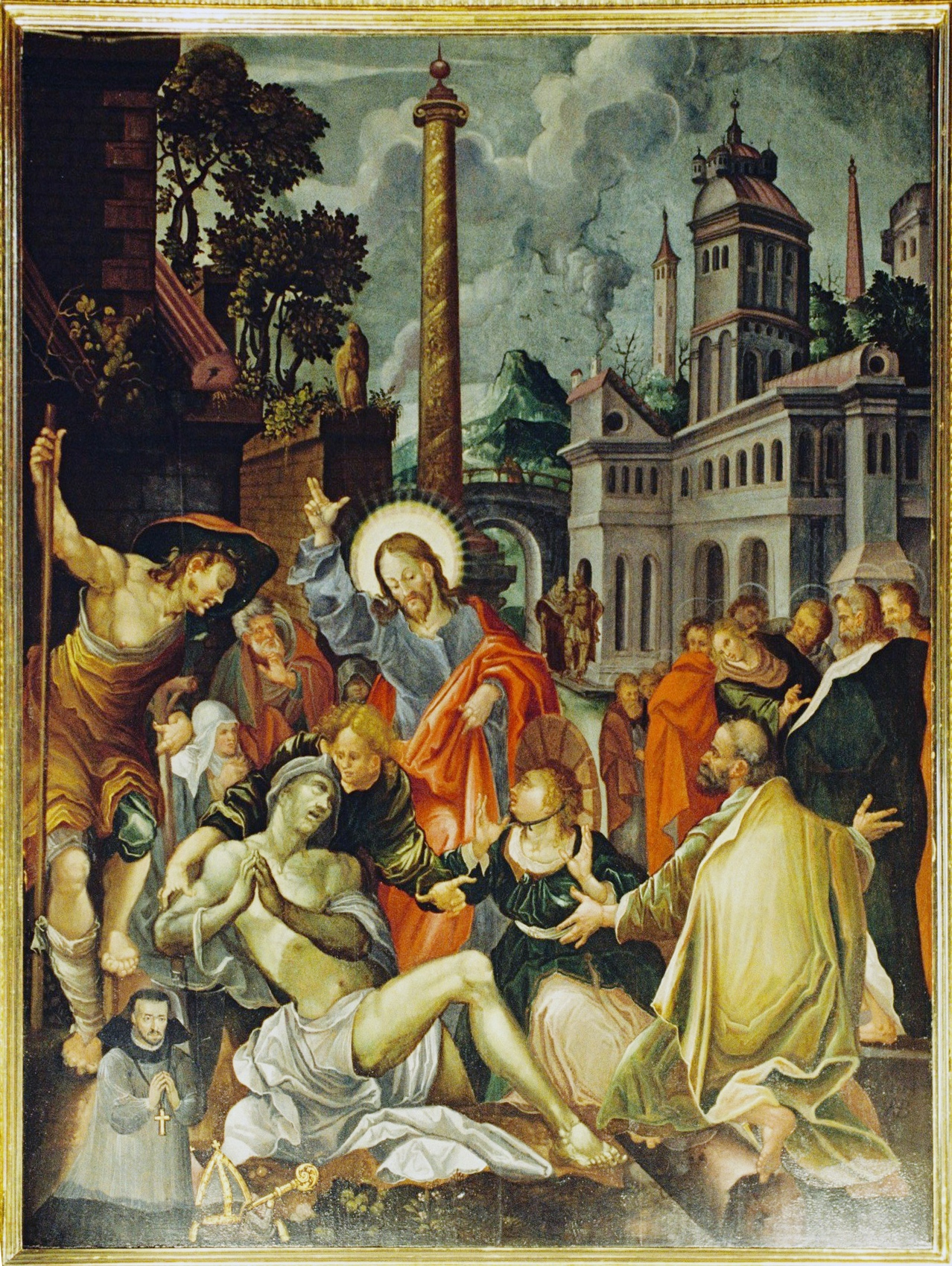
Auferweckung des Lazarus

Signiert hingegen fand Münzel die „Auferweckung des Lazarus“ (169 × 130 cm) des Tegginger-Altars. Den Altar hatte der Basler Kanoniker, Weihbischof von Basel und Freiburger Theologieprofessor Markus Tegginger 1593 für seine Grabstätte, die Schnewlin-Kapelle im Münster, gestiftet. Dort sah ihn 1820 der erste Geschichtsschreiber des Münsters, Heinrich Schreiber. Später wurde der Altar „durch die stilpuristische Bewegung“ ausrangiert, kam aber 1909 zurück, jedoch nicht in die Schnewlin-, sondern in die Heimhofer-Kapelle. Zuvor wurde er restauriert. Dabei „kam ein Monogramm zum Vorschein, dessen Deutung durch die aufgefundenen Notizen über Baer und einen Vergleich mit der Malerei der Flügel des Dreikönigs-Altars gelang. Die verbundenen Buchstaben HB bezeichnen Hans Baer, und die in das H hineingeschriebenen Buchstaben sind zu lesen als PX, eine Abbreviatur von pinxit.“ Über der Signatur steht die Jahreszahl 1604.
Christus steht unter wolkigem Himmel vor einem Gebirge und klassischer Architektur. Mit der erhobenen rechten Hand hat er Lazarus aus dem Grab gerufen. Lazarus trägt noch einige Leichenbinden. Um ihn mühen sich seine Schwestern Maria und Martha. Deren dunkelgrüne Kleider bilden mit dem Rot von Christi Mantel die Farbakzente des Bildes. Hinter Christi Kopf ragt eine Siegessäule auf: er hat den Tod besiegt. Links unten kniet mit gefalteten Händen der Stifter. Das Gemälde wird von einer Architektur im Stil der Zeit mit schlanken ionischen Säulen, Vasen, Engelköpfchen, Rollwerk und Beschlagwerk gerahmt. Darauf hat Tegginger sein Wappen und eine Mitra setzen lassen, wie am Erker seines Hauses „Zum Guldin Stauf“ in der Freiburger Herrenstraße 15. Vermutlich stammt auch das im Chorumgang hängende Antependium mit den vier Evangelisten von Bär.

### Epitaph für Michael Küblin
Das Epitaph Michael Küblins (auch „Kübler“) enthält zwei Gemälde, das eine auf einem Schiebedeckel, das andere versteckt darunter (78 × 57 cm). Das vordere zeigt einen Priester und zwei Ministranten bei der Messfeier im Augenblick der Wandlung. Das Altarbild in Bärs Gemälde (ein „Bild im Bild“) ähnelt dem des Hochaltars im Freiburger Münster, ist aber keine Kopie: Hans Baldungs Hochaltarbild zeigt zum Beispiel Petrus rechts, Paulus links der Marienkrönung, Bär vertauscht die Positionen. Rechts neben dem „Bild im Bild“ sieht man wie im realen Münster in das Gewölbe des Chorumgangs.

Epitaph für Michael Küblin
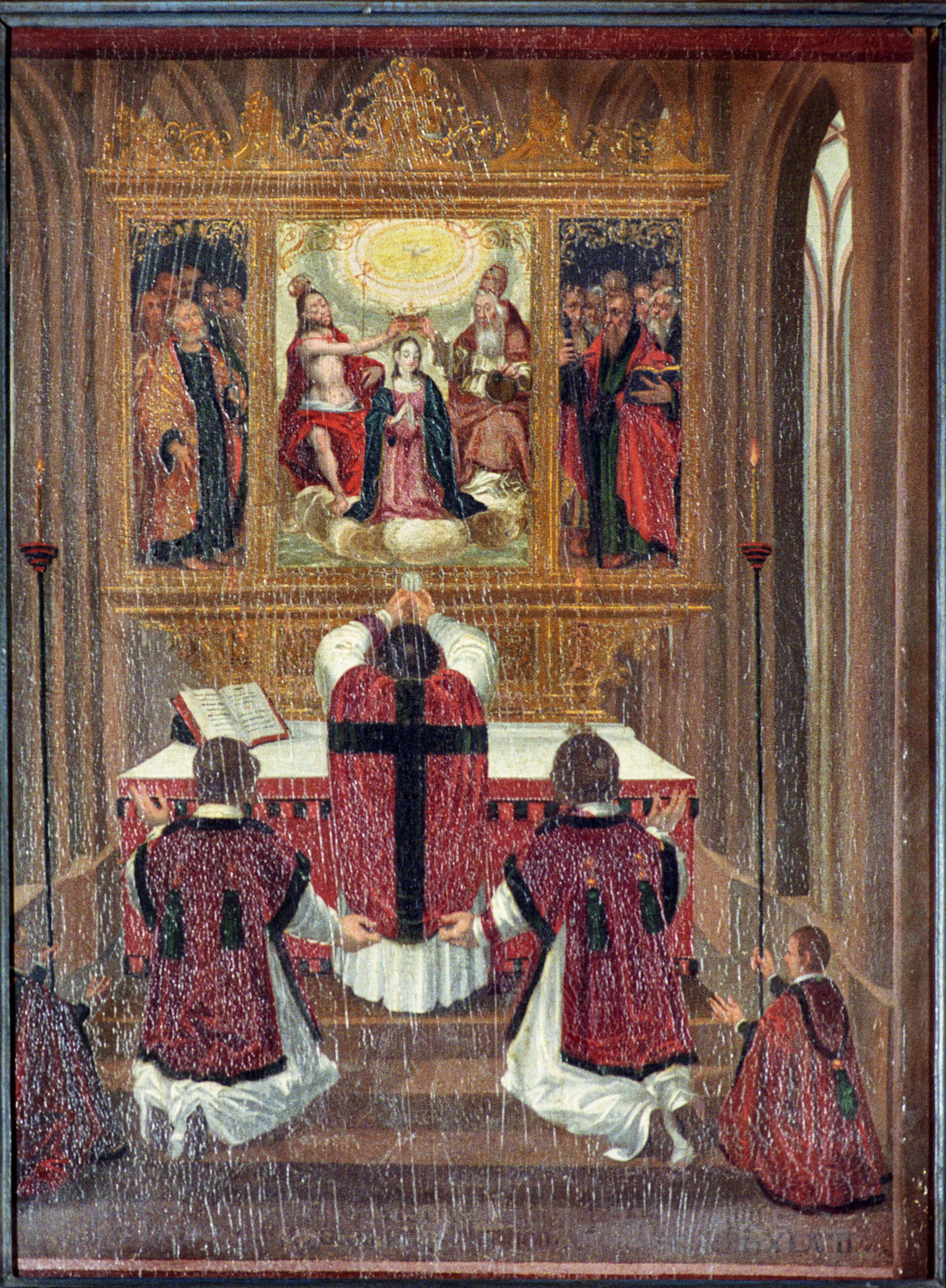
Äußeres Gemälde
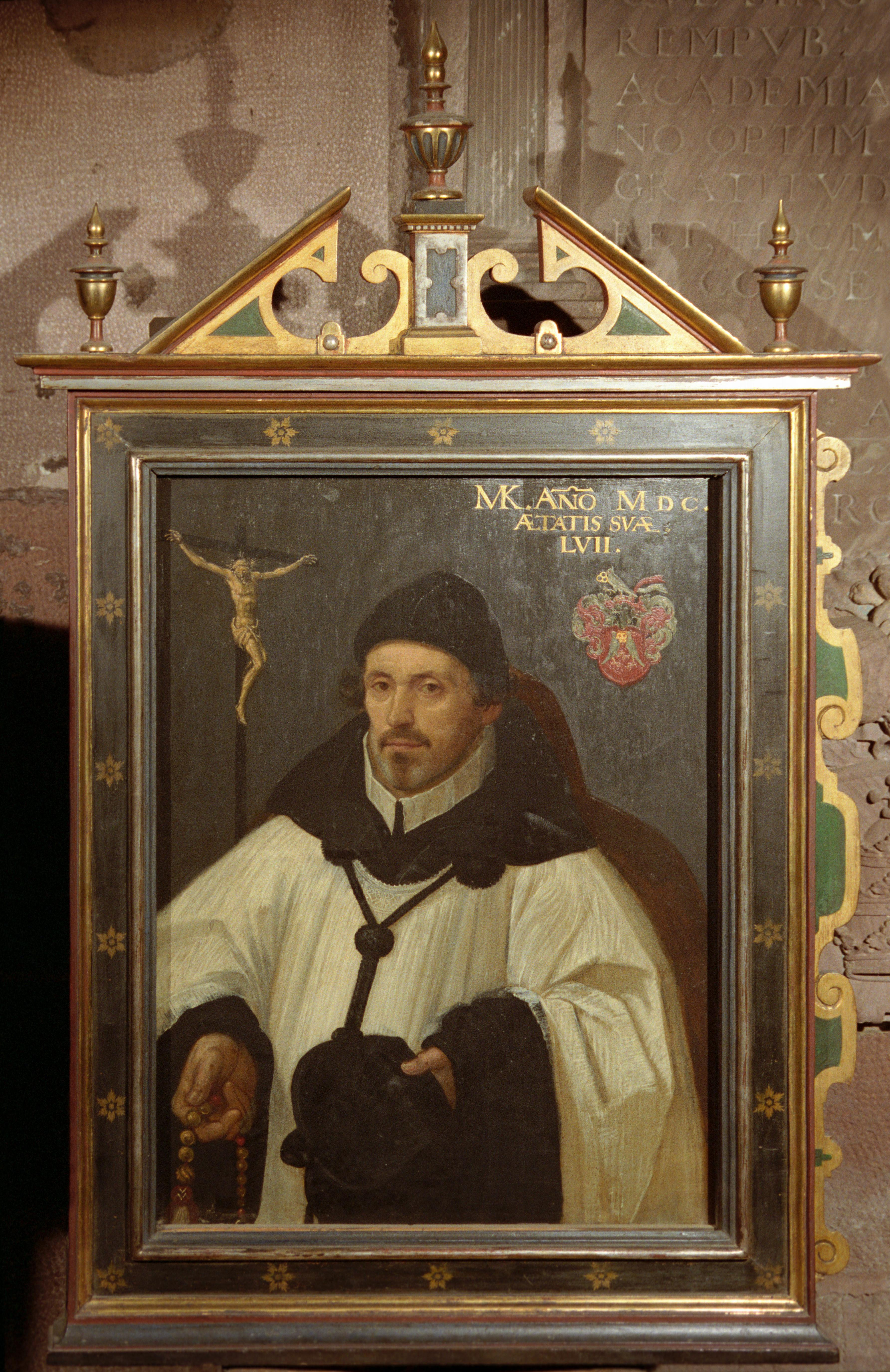
Verdecktes Gemälde

Das versteckte Gemälde ist ein Porträt. Es ist beschriftet „M[ichael] K[üblin] AN[n]O MDC AETATIS SUAE LVII“ – „Michael Küblin im Jahr 1600 im Alter von 57 Jahren“. Küblin starb 1605. Das Bild hat im Vergleich mit den Dreikönigsaltar-Flügeln und der „Auferweckung des Lazarus“ „die gleiche stark konturierende Strichführung, dieselbe Haarbehandlung und Stellung der Hände“.

### Herbolzheimer Wappenbrief
Johannes Pistorius hatte dazu beigetragen, dass Erzherzog Ferdinand von Österreich dem Dorf Herbolzheim 1589 das Marktrecht verlieh. Er mag Bär in Freiburg kennengelernt haben. Jedenfalls wählte er ihn, als er, inzwischen Rat Kaiser Rudolfs II., in dieser Eigenschaft dem aufstrebenden Ort mit dem „Herbolzheimer Wappenbrief“ vom 14. August 1606 ein neues Wappen verlieh. In die Mitte des 46 cm hohen, 68 cm breiten Pergaments malte Bär sein 13 cm hohes, 8,5 cm breites Bildchen, allseits eng umschrieben von Pistorius’ mit „Ich, Johann Pistorius, der h. schrifft doctor, … Röm: Kay: Mayt: Rath etc.“ beginnendem, mit der Schlussformel „Geben und geschehen Freyburg im Breisgaw den Vierzehenden Monats tag Augusti, im Jahr deß Herren Eintaußend Sechshundert unndt Sechs. J. Pistorius D. Thumprobst zu Preslaw (u. Kayß. rath)“ endendem Text. Pistorius war auch Dompropst in Breslau.
In dem Bildchen ist der Wappenschild von einem Rahmen umgeben. Der Schild zeigt heraldisch (d. h. aus der Sicht des Trägers eines so bemalten Schildes) rechts oben den rot-silbern-roten österreichischen Bindenschild, darunter einen silbernen Adlerflügel in blauem Feld, das Wappen der früheren Herbolzheimer Herren, der Üsenberger; er zeigt heraldisch links oben auf Goldgrund einen halben schwarzen kaiserlichen Adler, der seine rote Zunge herausstreckt, sowie auf dessen Brust eine halbe eisenfarbige Pflugschar, ein in der Region häufiges Dorfzeichen.

Herbolzheimer Wappenbrief
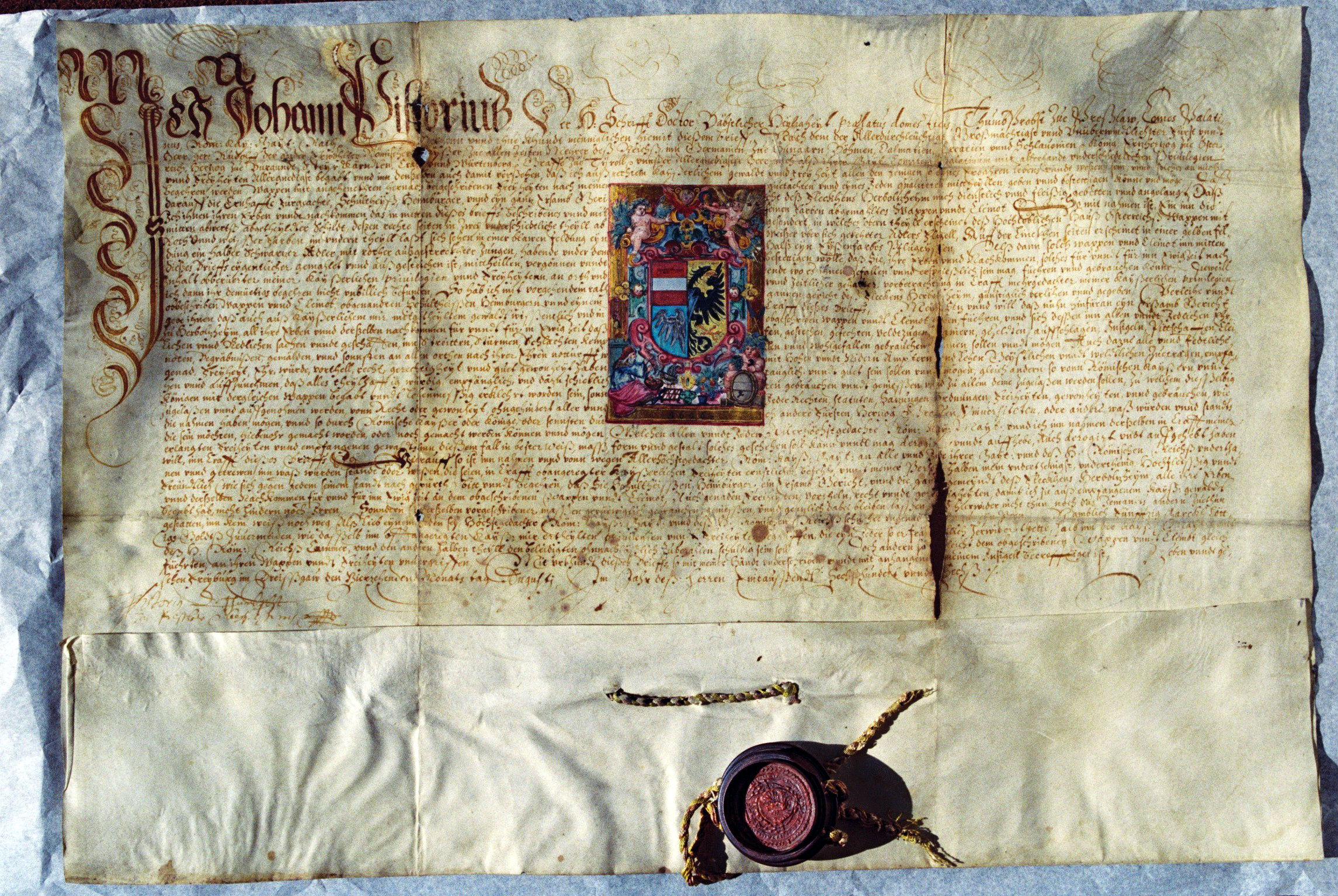
Frühling
Sommer
Herbst
Winter
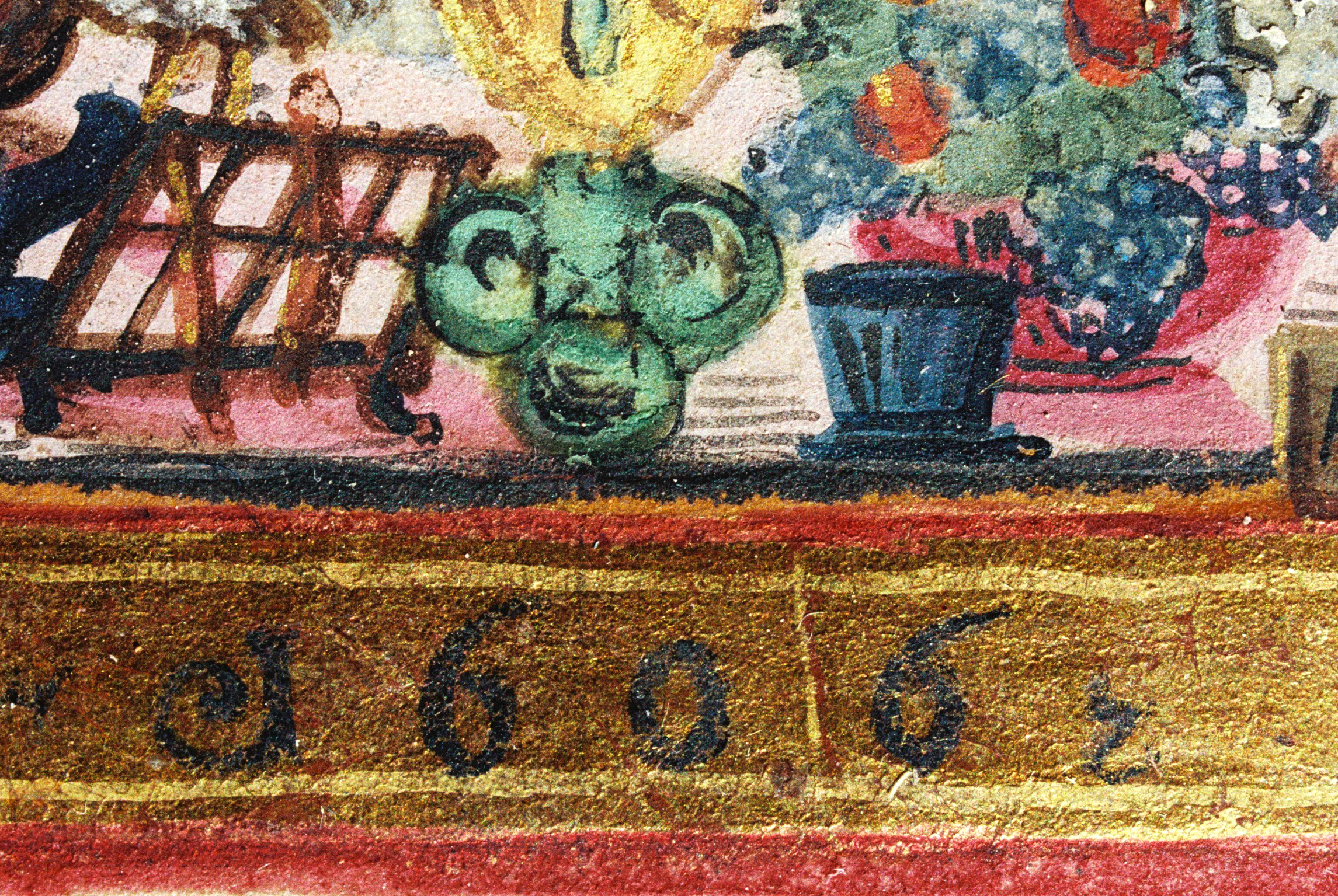
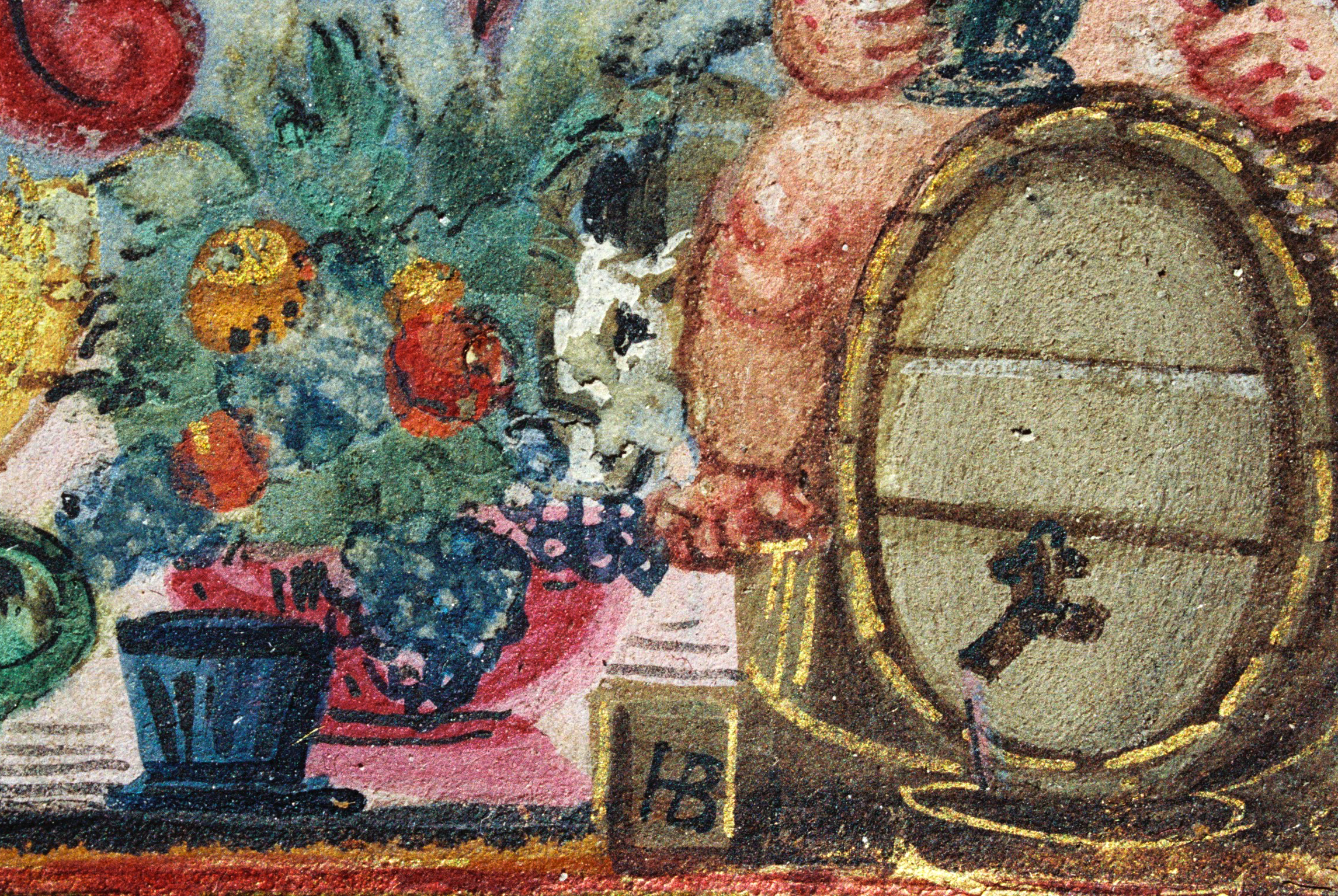

Ausführlich analysiert Günther die Ecken des Rahmens. Man sieht – dies die „augenfällige Deutung“ – die vier Jahreszeiten. Heraldisch rechts oben sitzt auf einer goldenen Volute der Frühling als Putte mit einem Blumenkranz auf dem Kopf und einem Blumenstrauß im Arm. Heraldisch links oben sitzt den Sommer. Kempf hatte ihn so beschrieben: „Der Sommer hält in der ausgestreckten Rechten eine Sichel und trägt unter dem linken Arm ein Garbenbüschel mit einigen Blumen. Seine Kopfbedeckung bildet einen Bienenkorb.“ Die Beschreibung wird aber Bärs Kunst nicht gerecht; denn, so Günther, dies ist „eine kleine Sensation in Puttenkreisen: ein eindeutig weibliches Persönchen. Entsprechend seinem Gegenüber wird der rechte Fuß ebenfalls aufgestützt, die ‚Puttenfrau‘ – sie hat Kempf offensichtlich übersehen oder übersehen wollen – erscheint nicht unterernährt. Mit ihrem linken Arm drückt sie eine Korngarbe sanft gegen die kleine Brust. … Hinter der rechten Schulter ragt ein Flachsrocken hervor, daneben evtl. ein Schilfrohrkolben. Die Darstellung einer solchen kleinen Puttenfrau ist in damaliger Zeit etwas äußerst Seltenes!“
Heraldisch links unten reitet der Herbst als Bacchus-Putte auf einem Weinfass, ein Rebmesser in der linken, ein großes Glas in der rechten Hand, blaue Trauben und Weinlaub auf dem Kopf. Heraldisch rechts unten aber sitzt nicht eine Putte, sondern „der Winter … als ein alter Mann mit langem, weißem Haupt- und Barthaar … Er trägt auf dem Kopfe eine Lederhaube und ist in einen blauen Rock mit Pelzkragen und pelzverbrämtem, über die Knie gelegten Mantel bekleidet. Ueber einem Becken glühender Kohlen wärmt er seine ausgestreckten Hände, indes er die Füße auf den heißen Rost gestellt hat. Im Hintergrund ein Hahn.“
Auf dem Sockel des Bildchens ist „1606“ zu lesen. Der Balken unter dem Weinfass trägt wie der Tegginger-Altar Bärs Initialen „HB“. Stilistisch sah Kempf keine Berührungspunkte mit den Flügeln des Dreikönigsaltars oder dem Tegginger-Altar. Günther dagegen erkennt in den Fingern und Zehen Bärs Charakteristika.
In einer Deutung über das Augenfällige hinaus interpretierte Kempf die Winterszene als Anspielung auf die Verleugnung Christi durch Petrus und das anschließende Krähen des Hahns. Günther weist weitere Deutungsebenen auf und meint, das goldumrandete Schlüsselloch über der Jahreszahl „1606“ könnte eine Einladung an den Betrachter sein, sich diese Ebenen zu erschließen.

### Benzhauser Marienkrönung

Die Marienkrönung in Benzhausen
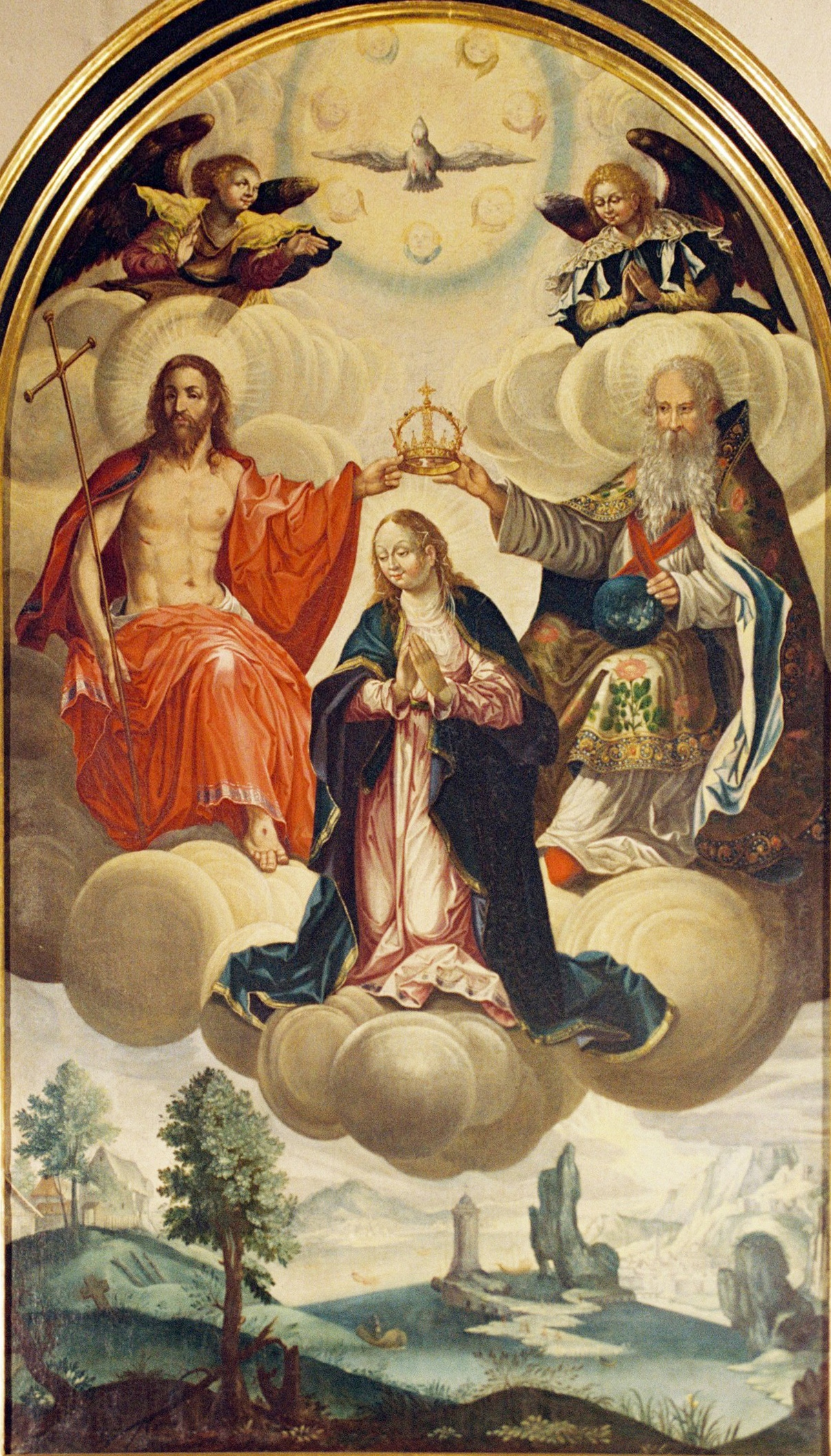
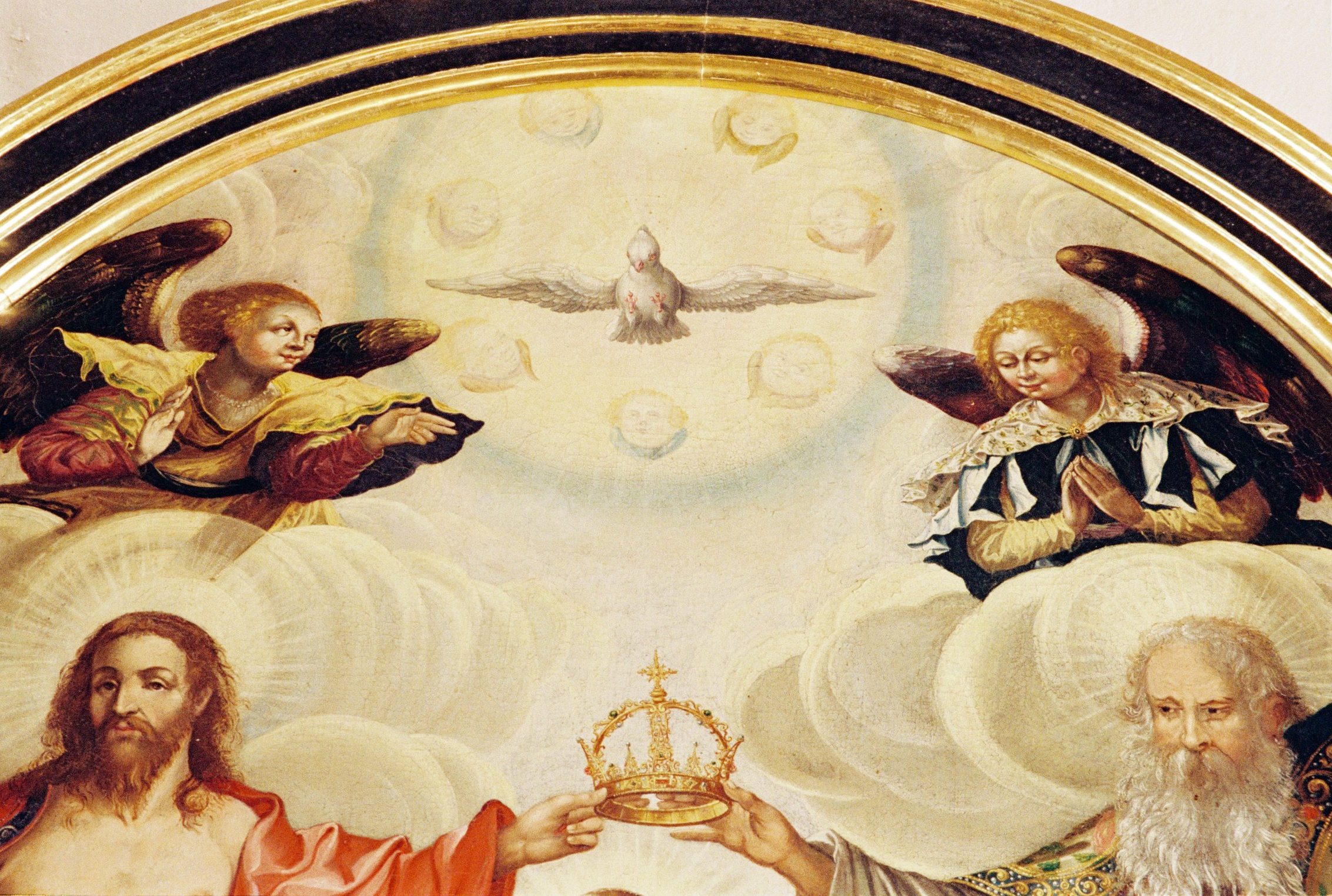
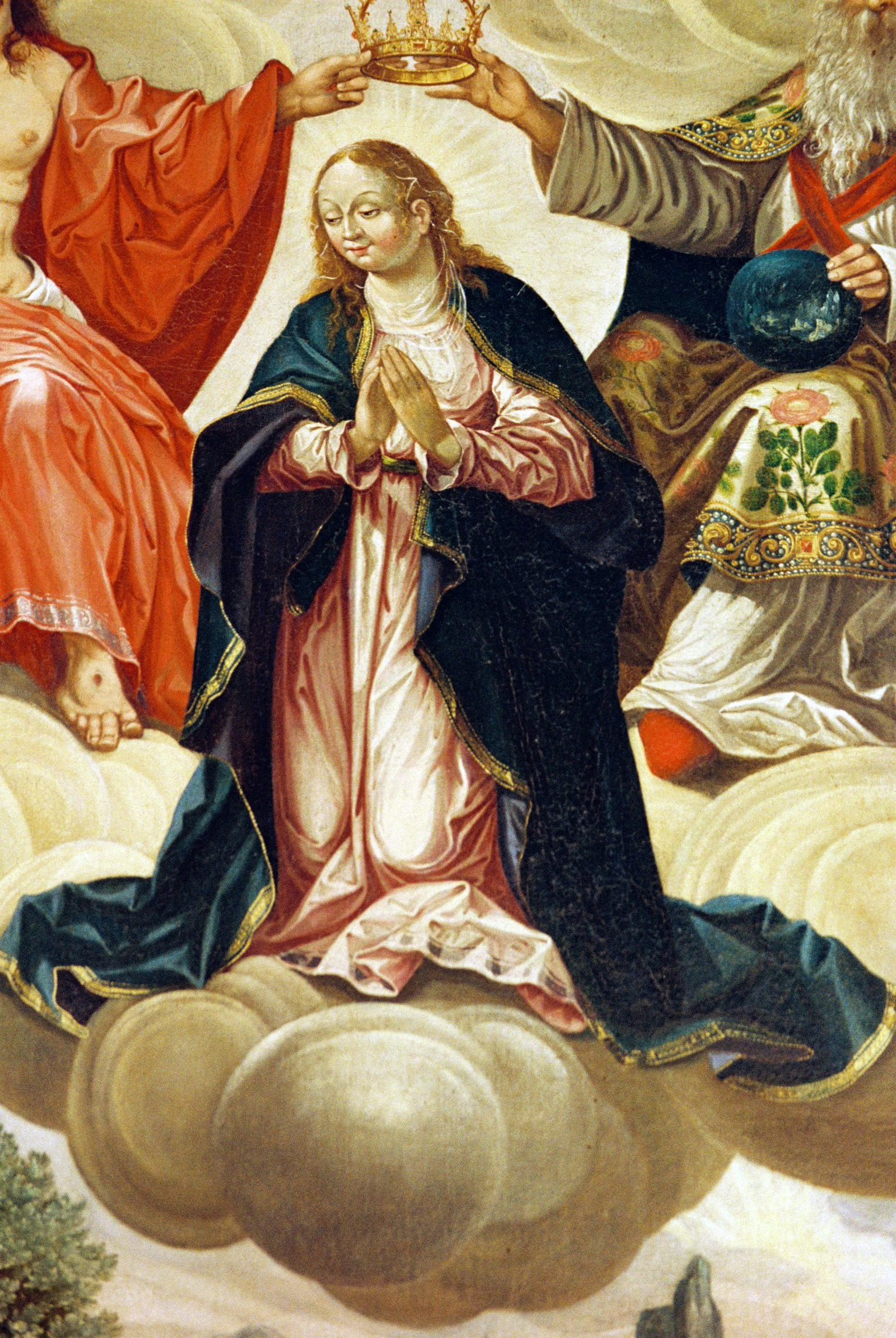
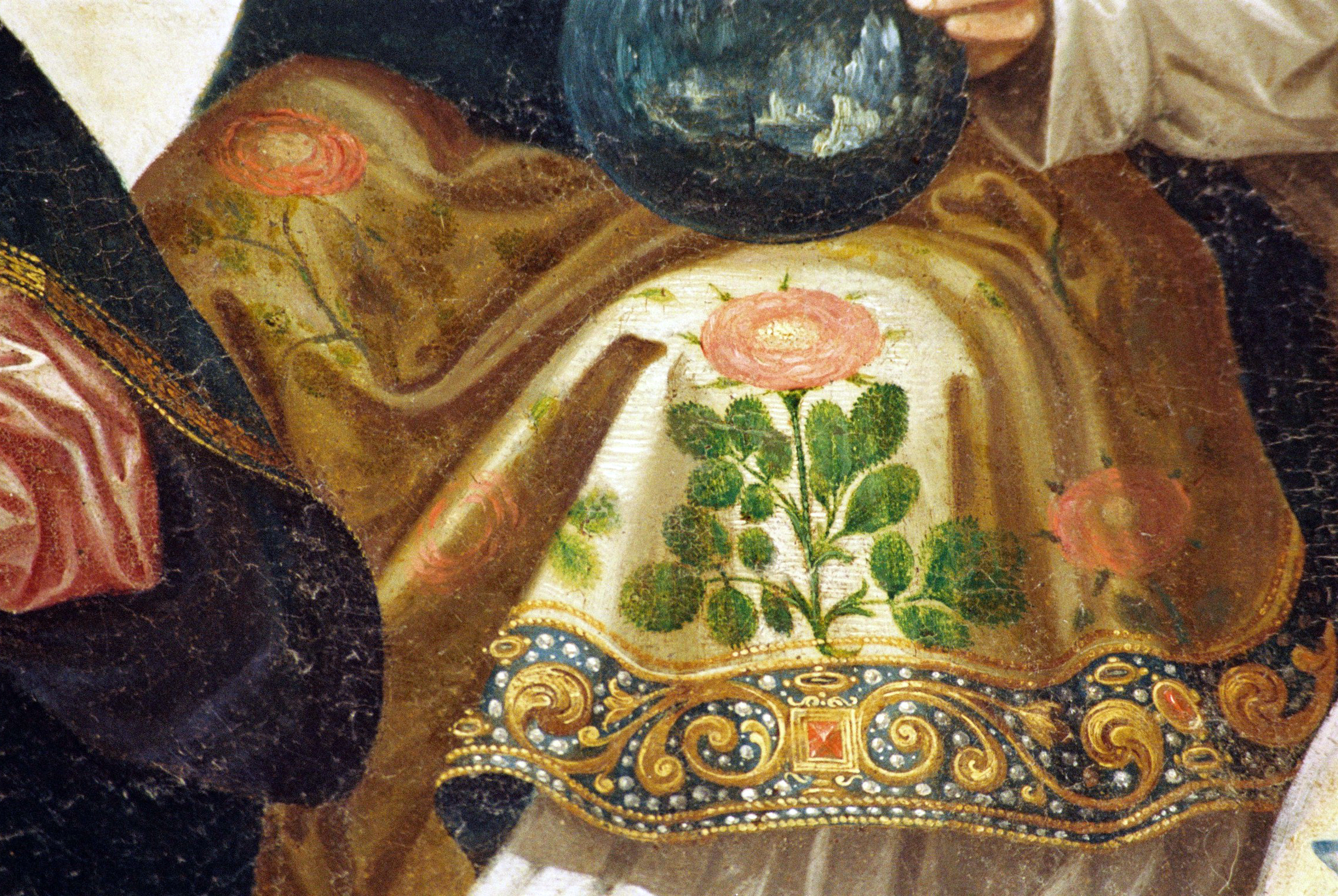
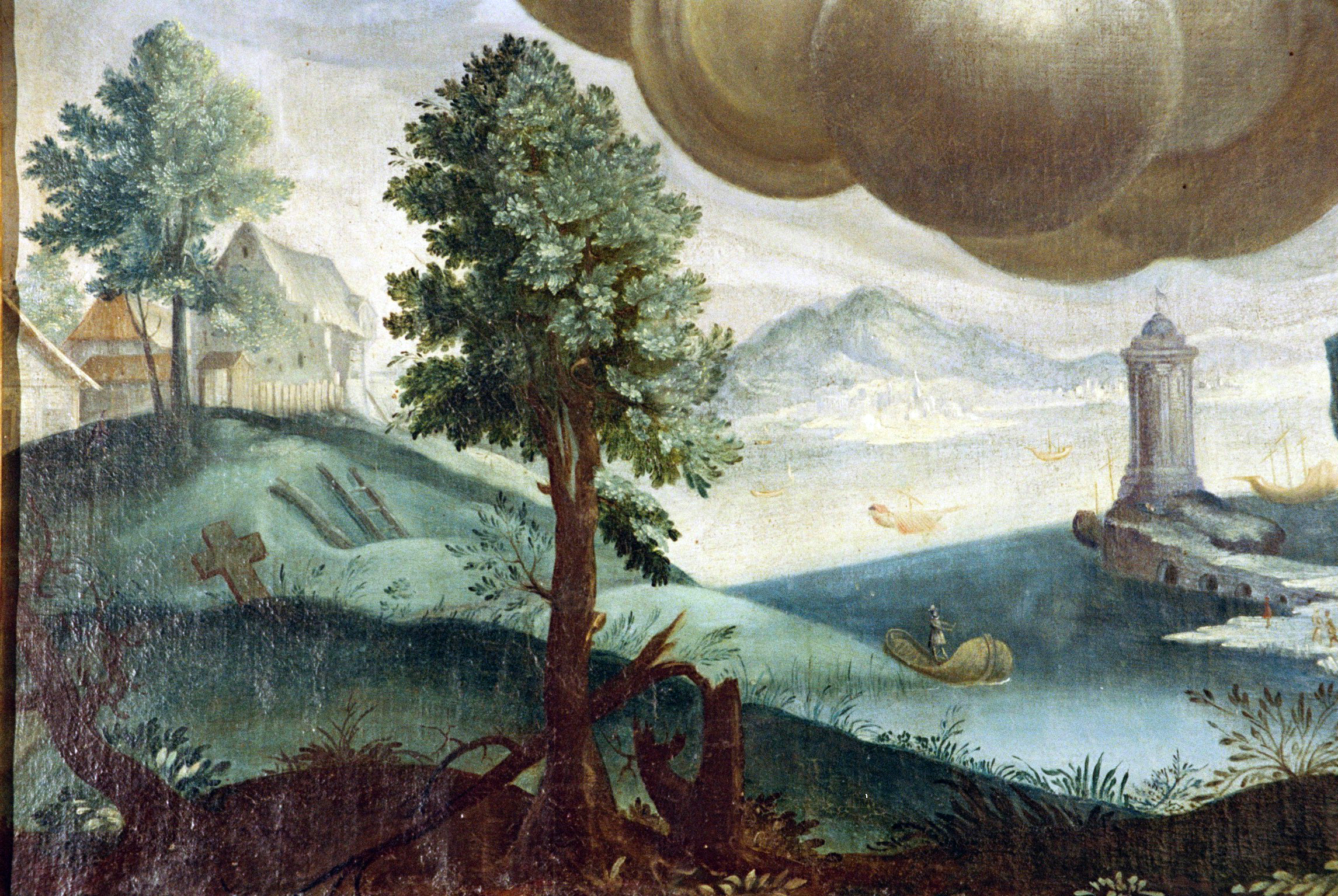

Die St. Agatha-Kapelle in Benzhausen wurde 1689 weitgehend neu erbaut. 1820 erwarb man aus dem Freiburger Münster den barocken Josefs-Altar. Dorther könnte auch die „Krönung Mariens“ (165 × 102 cm) an der Nordwand stammen. Auf kugeligen Wolken kniend, wird Maria von Gottvater und Jesus gekrönt, während darüber der Heilige Geist als Taube inmitten von sieben Engelsköpfchen schwebt. Die Himmelsszene ist warmfarbig, die irdische Szene darunter in kühlen Blautönen gemalt. „Wer erkennen will,“ schreibt Hermann Brommer in seinem Kirchenführer, „mit welcher Feinheit der namentlich nicht bekannte Meister dieses ehemalige Altarblatt gemalt hat, der betrachte nur etwa die wie ein Hoherpriester kostbar gewandete Gestalt Gottvaters.“ Günther findet eine Weiterentwicklung der „Marienkrönung“ aus dem Epitaph für Michael Küblin und eine Ähnlichkeit der Engelköpfchen mit denen im Herbolzheimer Wappenbrief und schreibt das Bild Bär zu.